# Erdőtelki arborétum
Az erdőtelki arborétum a Heves vármegyei Erdőtelek egyik nevezetessége, a Buttler-kastély egykori parkjából a 19. század végén kialakított, 1950-től védett élőfa-gyűjtemény.

## Története
Erdőtelek 1890-ben Kovács József orvos- és sebészdoktor tulajdonába került, az ő nevelt fia, ifj. Kovács József vágott bele 1895-ben a kastélypark átalakításába, arborétum létrehozásába. Elismert botanikussá képezte magát. Számos növénytani egyesület tagja, illetve a Kertészeti Egyesülés alelnöke volt. Több dendrológiai tárgyú, azaz fákkal foglalkozó témájú cikket írt, ugyanis Magyarországon a 19. század közepén terjedt el a tájképi kertek harmadik válfaja a dendrológiai tájképi kert, más néven arborétum, vagy gyűjteményes kert. Ennek lényege, hogy a döntően külhoni fenyő és lomblevelű növényeket a tájképi kertművészeti stílus elvei szerint telepítették, így olyan hatást értek el, amely a kompozíciókat a kertművészeti alkotások rangjára emelte. A kert eredetileg 11 hektáros volt, mellette gyümölcsös, négy hektár gazdasági udvar a kastéllyal és az üvegházzal.
A kertépítésben Goccsald Antal jól képzett kertész segédkezett, aki jól ismerte a nyugati kertkultúrát és -művészetet. Az 1920-as évektől a kert fejlesztése felgyorsult. A doktor hazai és külföldi botanikusokkal tartott baráti kapcsolatai révén sok növényritkaság, újdonság került a tulajdonába. A dendrológiai gyűjtemény az 1920-30-as évekre országos hírnévre tett szert.
1945-ben 85 éves korában dr. Kovács József meghalt, s a háború után a kertet államosították. Az új „tulajdonosok” hozzá nem értésükkel, dilettantizmusukkal óriási pusztítást végeztek. A teljes megsemmisüléstől a moszkvai füvészkert tudományos munkatársai mentették meg, akik jó ismerősei voltak Kovács doktornak, és éppen őt keresték. A szovjet vendégek azonban már csak a lepusztult kertet találták. A látványon felháborodva azonnal intézkedtek, és a háromhektáros arborétum két nap múlva természetvédelmi terület lett, az Országos Természetvédelmi Tanács 1950. május 30-i rendelete alapján.
Az arborétum a Mátravidéki Erdőgazdaság, majd 1970-től a Főkert, 1983-tól pedig a Bükki Nemzeti Park kezelésébe került.
Az Arborétum közvetlenül a Fő út mellett, a kastély szomszédságában terül el. Területe – az 1981-es bővítésnek köszönhetően – hét hektár, amelyben egy 2000 m² felületű tó is van. Az idelátogató elcsodálkozhat azon, hogy e csapadékhiányos vidéken hogyan pompázhat ennyi féle növény. A kert mellett folyó Hanyi-ér a talajvíz magasabb szinten tartásával pótolja a hiányzó csapadékot.
Az Arborétum növényállománya díszfákból, díszcserjékből, örökzöldekből, évelőkből és természetes talajtakarókból áll. A több mint 700 faj között igazi ritkaságokat, különlegességeket is találhatunk.
A bejáratnál hatalmas termetű krími hársfa, észak-amerikai vöröstölgy és vadgesztenye fogadja a látogatót. Igen érdekesek a lassan növő tiszafák, melyek termése nem piros, hanem a ritkább, sárga színű. A nehézszagú vagy kúszó boróka az ország legterjedelmesebb példányai közül való, hiszen ágai 90 m-re is elnyúlnak. Országosan is ritkaságként tartják számon a szillevelű gumifát és a kínai selyemfenyőt.
Szokatlan látványt nyújt itt az Alföldön a hatalmas bükkfa. De láthatunk itt 100 éves kocsányos tölgyet és cukorsüveg fenyőt is. Sétánk során találhatunk óriás életfát, fehértölgyet, vasfát, folyami cédrust, kínai mamutfenyőt és puffadt termésű csörgőfát. A kertben pompázik még számos örökzöld (magyal, aprólevelű kecskerágó, borbolya, erika), díszcserje (madárbirs, trombitafolyondár, rózsalonc, orgona) és a több száz fajtából álló dáliagyűjtemény.
Az arborétum angolparkszerűen kialakított részében található a mesterségesen kialakított tó, mely vízinövények, halak, békák, siklók élőhelye.
Az Arborétum szomszédságában működik egy árutermelő díszfaiskola, ahol a kertben található növényekről történik a szaporítás. A tél kivételével az így előállított növények helyben megvásárol hatók.

## Forrás
- Erdőtelek honlapja